# Bandeira de Granada
A bandeira de Granada é um dos símbolos oficiais de Granada, um país caribenho. Foi adotada em 1974.

## Descrição
Seu desenho consiste em um retângulo de proporção largura comprimento de 3:5 com uma borda na cor vermelha. Seis estrelas de cinco pontas amarelas estão distribuídas entre a parte superior e a inferior, sendo três em cada parte. O campo interior é dividido em quatro campos triangulares por duas linhas diagonais entre os vértices opostos do retângulo delimitado pela borda. As cores destas partes são verde e amarelo, sendo os amarelos os triângulos inferior e superior e verde os da esquerda e direita. No centro há um círculo vermelho no qual está inserida uma estrela amarela de cinco pontas. No triângulo verde do lado esquerdo há uma noz-moscada em desenho estilizado nas cores amarelo e vermelho.

## Simbolismo
As sete estrelas representam as sete paróquias ou freguesias em que se divide o país, como a estrela do meio envolvida por um disco vermelho, simbolizando a paróquia de  Saint George, onde a capital, Saint George's, está  situada.
Historicamente, Granada é algumas vezes conhecida como a Ilha das Especiarias, por causa da grande quantidade de especiarias que ali se cultivam. Este fato é representado pela noz-moscada, uma das principais produções desta ilha.

## Outras bandeiras

Bandeira da Marinha e Bandeira marítima.
Bandeira Civil e do Estado.
Bandeira de Granada de 1967 a 1974.